# Throw a Saddle on a Star
Throw a Saddle on a Star è un film del 1946 diretto da Ray Nazarro.

## Trama
Pop Walker punta il proprio ranch sul figlio, scommettendo che questi vincerà un rodeo che si terrà di lì a poco. Quando il ragazzo si innamora il padre crede che questo manderà a monte le sue possibilità di vittoria e fa di tutto per dividere i due giovani, salvo poi pentirsi e riparare al malfatto.